# Alexandre Zatsepine
Alexandre Sergueïevitch Zatsepine (en russe : Алекса́ндр Серге́евич Заце́пин), né à Novossibirsk le 10 mars 1926, est un compositeur de musique de films russe, artiste du peuple de la fédération de Russie en 2003, décoré de l'ordre du Mérite pour la Patrie en 2011.

## Biographie
Fils de Sergueï Dmitrievitch Zatsepine, un chirurgien, et de son épouse Valentina Boleslavovna Oksentovitch, une enseignante, Alexandre Zatsepine naît à Novossibirsk. Son père est arrêté en 1941 pour les activités contre-révolutionnaires et condamné, selon l'article 58, à dix ans d'emprisonnement. Après l'expiration de sa peine, il refait sa vie ailleurs. Alexandre est élevé par la mère seule.
À la fin de ses études secondaires à l'école no 12, il intègre l'Institut d'ingénierie d'exploitation ferroviaire de Novossibirsk. Mobilisé en 1945, il apprend lors de son service militaire à jouer de plusieurs instruments et sera engagé dans les Chœurs de l'Armée de Novossibirsk. Après la démobilisation en 1947, il travaille dans la philharmonie de Novossibirsk. Lors d'une tournée à Almaty il passe le concours d'entrée du Conservatoire national kazakh et suivra la classe du professeur Evgueni Broussilovski. Diplômé en 1951, Alexandre Zatsepine devient directeur musical des studios Kazakhfilm. En 1956, il devient membre de l'Union des compositeurs soviétiques et de l'Union cinématographique soviétique. La même année il crée sa première musique originale du film pour la comédie Nach mily doktor de Chaken Aïmanov. Pour réaliser les enregistrements, il se rend fréquemment à Moscou, où il fait connaissance du chef d'orchestre du jazz symphonique Viktor Knouchevitski qui lui conseille de tenter sa chance à la capitale.
Installé à Moscou, Zatsepine travaille d'abord comme accordéoniste au restaurant, jusqu'à ce qu'on le recommande à Leonid Gaïdaï qui cherche le compositeur pour son futur film Opération Y et autres aventures de Chourik (1965). En 1965, commence sa collaboration avec le parolier Leonid Derbeniov. Ensemble, ils écriront plus d'une centaine de chansons de films devenues très populaires auprès du public soviétique. Il collabore aussi activement avec Alla Pougatcheva de 1970 à 1978.
En été 1982, il se marie avec une citoyenne française et immigre en France. À cette occasion, les critiques de ses œuvres jadis acclamées se multiplient en URSS, une réaction courante après tout départ à l'ouest d'un artiste soviétique. Il rentre en 1986, à l'époque de la pérestroïka et renoue avec Leonid Gaïdaï qui tourne bientôt Elle avec un balai, lui avec un chapeau noir (1987) et Où se trouve nofelet ? (1988).
Lors de sa carrière, Alexandre Zatsepine a écrit la musique pour quelque 120 films et mis en musique plus de 300 chansons. Il est nommé maître des arts émérite de la Russie (1997) et membre correspondant de l'Académie nationale des arts et sciences cinématographiques (2002).

## Musique de films
- 1961 : Absolument sérieusement de Eldar Riazanov et Leonid Gaïdaï
- 1967 : La Prisonnière du Caucase ou les Nouvelles Aventures de Chourik de Leonid Gaidai
- 1969 : La Tente rouge de Mikhaïl Kalatozov
- 1971 : Les Douze Chaises de Leonid Gaidai
- 1973 : La Terre de Sannikov de Albert Mkrtchyan
- 1973 : Ivan Vassilievitch change de profession de Leonid Gaidai
- 1974 : Le Dit du cœur humain de Daniil Khrabrovitski
- 1977 : Fantaisies de Vyesnukhine de Valeri Khartchenko (ru)
- 1982 : Sportloto-82 de Leonid Gaidai
- 1981 : La Boucle d'Orion de Vassili Levine
- 1987 : Où se trouve nofelet ? de Anatoli Eiramdzhan (ru)
- 2004 : L'Orchestre rouge de Alexandre Aravine